# Marek Mintál
Marek Mintál (2 de setembro de 1977) é um ex-jogador de futebol eslovaco, que atuava como meia. 

## Carreira

### Nuremberg
É um dos ídolos recentes dos torcedores do Nuremberg: chegou quando o clube estava na segunda divisão alemã, sendo artilheiro na campanha que o levou de volta à elite e, na temporada seguinte, foi artilheiro também da divisão principal da Bundesliga.

## Seleção
Mintla representou a Seleção Eslovaca de Futebol, nas Olimpíadas de 2000. 

## Títulos
MŠK Žilina
- Campeonato Eslovaco de Futebol: 2002
- Campeonato Eslovaco de Futebol: 2003

1. FC Nürnberg
- Copa da Alemanha: 2007

## Prêmios individuais
- Artilheiro da Corgoň liga: 2002 (21 gols)
- Artilheiro da Corgoň liga: 2003 (20 gols)
- Artilheiro da 2. Bundesliga: 2004 (18 gols)
- Melhor jogador do Eslováquia: 2004
- Artilheiro da Bundesliga: 2004/05 (24 gols)
- Melhor jogador do Eslováquia: 2005
- Artilheiro da 2. Bundesliga: 2009 (16 gols)